# Potapowo-Tumbarła
Potapowo-Tumbarła (ros. Потапово-Тумбарла) – wieś (sieło) w Rosji, w Tatarstanie, w rejonie bawlińskim. W 2010 liczyła 774 mieszkańców.